# Forte Piano
Studencki Festiwal Pianistyczny „Forte Piano” – festiwal pianistyczny odbywający się w latach 1994–1999 w Bydgoszczy.

## Historia
Organizatorami i inicjatorami imprezy byli studenci bydgoskiej Akademii Muzycznej, a głównie Anna Stempin, pianistka, asystentka w klasie prof. Tatiany Shebanovej. Głównym założeniem festiwalu była prezentacja młodej pianistyki polskiej, wspólne muzykowanie z profesorami klas fortepianu i możliwość poszerzenia wiedzy uczestników festiwalu i studentów-pianistów w zakresie współczesnych technik kompozytorskich i improwizacji fortepianowej. Koncerty odbywały się w salach Akademii Muzycznej oraz w studiu Polskiego Radia Pomorza i Kujaw (1997). Uczestnikami bydgoskiego „Forte-Piano” byli też studenci i pedagodzy uczelni zagranicznych współpracujących z Akademią Muzyczną w Bydgoszczy - z Hamburga, Strasburga, Reggio Emilia. Koncerty, happeningi, wspólne zabawy pianistów – pedagogów i studentów były niekonwencjonalną formą integracji środowiska muzycznego wyższych uczelni.

## Przegląd festiwali
W pierwszym festiwalu „Forte Piano” w 1994 r. brali udział profesorowie i studenci bydgoskiej uczelni. Gośćmi drugiej edycji festiwalu (1995) byli studenci polskich akademii muzycznych – laureaci międzynarodowych konkursów pianistycznych oraz polscy kandydaci do Międzynarodowego Konkursu Pianistycznego im. F. Chopina w Warszawie. W programie III festiwalu (1996) znalazły się m.in. koncerty na dwa fortepiany z orkiestrą, koncert – zabawa dla dzieci z Domów Dziecka oraz wystawy plastyczne. IV festiwalowi (1997) towarzyszył kurs muzyki współczesnej. Nocturn, finałowy koncert prezentował „Muzykę na wodzie” na wyspie św. Barbary w Bydgoszczy. Zorganizowano również transmitowany na żywo koncert radiowy w studiu Polskiego Radia „PIK”, w programie którego występowali pedagodzy, goście i studenci.
Inicjatywę organizacji V edycji festiwalu przejęła Sylwia Karczewska, studentka klasy fortepiany prof. Marii Murawskiej. 6-9 maja 1998 r. odbył się V Studencki Festiwal Pianistyczny „Forte Piano”, a rok później VI edycja, po czym imprezy już nie kontynuowano.